# محمدعلی مجد
میرزا محمدعلی فطن‌السلطنه (۱۲۷۵ قزوین - ۱۳۵۵ تهران) که نام خانوادگی مجد برگزید، دولتمرد دوران پهلوی بود. او نخستین کسی است که در ایران عهده دار معاونت وزارت صنایع شده است.
پدرش شیخ محمد شالی اهل محال قزوین بود. خودش در قزوین و تهران درس خواند و دوره مدرسه سیاسی را گذراند و وارد وزارت فوائد عامه شد. مدتی منشی عبدالمجید میرزا عین‌الدوله نخست‌وزیر بود و عین‌الدوله برای او لقب فطن‌السلطنه گرفت. 
در سال ۱۳۰۹ که وزارت فوائد عامه منحل و به دو وزارتخانه طرق و شوارع (راه) و اقتصاد ملی تقسیم شد، مجد به وزارت اقتصاد ملی رفت. در خرداد ۱۳۱۰ که وزارت اقتصاد ملی به سه اداره کل صناعت، فلاحت و تجارت تقسیم شد، به اداره صناعت انتقال یافت تا اینکه این اداره در هشتم مهر ۱۳۱۶ وزارتخانه شد و مهدی فرخ وزیر صناعت او را در ۲۵ مهر به عنوان معاون خود به مجلس معرفی کرد.
مجد در سمت معاون وزارت صناعت مأمور خرید کارخانه ذوب‌آهن شد و به آلمان رفت. در سال ۱۳۱۷ کارخانه ذوب آهن ۵۳ هزار تنی از شرکت کروپ آلمان خریداری شد و تا شهریور ۱۳۲۰ که ایران اشغال شده بود، هشت هزار تن از این ماشین آلات به کارخانه‌ای رسید که در کرج در حال ساخت بود. ساختمان کارخانه نیز در دست احداث بود. اما با اشغال ایران و به اسارت گرفتن مهندسان آلمانی شاغل در کارخانه، عملیات متوقف شد و تنها ساختمان بخشی از کارخانه که قرار بود ماشین آلات در آن انبار شود ادامه یافت. 
با نیمه‌کاره ماندن این مأموریت، مجد استاندار گیلان (استان یکم) شد که استان‌های زنجان، قزوین و مرکزی کنونی را به اضافه شهرستان تنکابن نیز در بر می‌گرفت. مجد با استفاده از موقعیت خود، پس از شهریور ۱۳۲۰ و کناره‌گیری رضا شاه از سلطنت، املاکی را که در زمان رضا شاه از او گرفته شده و به جای آن در جای دیگری ملک داده شده بود، دوباره تصرف کرد، املاکی را نیز که به عوض به او داده شده بود، حفظ کرد و اجاره داد. این در حالی بود که در تعویض املاکش نه تنها زیانی نبرده، بلکه سود نیز برده بود. 
مجد سپس استاندار مازندران شد و در سال ۱۳۲۲ به نمایندگی قزوین به مجلس شورای ملی رفت (دوره چهاردهم). در ۱۵ خرداد ۱۳۲۹ دوباره استاندار گیلان شد. در دوره دوم مجلس سنا در سال ۱۳۳۲ نیز سناتور انتخابی قزوین بود. 
محمدعلی مجد در جوانی با دختر امیر انتصار برادرزاده محمدولی خان سپهسالار تنکابنی ازدواج کرد. امیر انتصار از ثروتمندان بزرگ ایران بود که یک پسر و دو دختر داشت. پسر او در جوانی درگذشت و او که پس از مرگ پسر مکدر بود و مرگ خود را نزدیک می‌دید تمام دارایی خود را به دامادش مجد انتقال داد. یکصد قطعه آبادی و متجاوز از پنج هزار قنات و چندین میلیون متر زمین به مجد انتقال یافت و او یکی از ثروتمندترین مردان ایران شد. تمام زمین‌های امیرآباد شمالی و تیغستان شمیران متعلق به او بود، ولی همه آنها بتدریج از دست رفت به طوری که در اواخر عمر وضع خوبی نداشت و با وام گرفتن از بانکها روزگار می‌گذراند. 
مجد در آرامگاهی که در شاهزاده حسین قزوین بنیاد نهاده بود به خاک سپرده شد. او زندگی‌نامه خود را در کتابی به نام گذشت زمان نوشته است. 